# Engelbert III d'Enghien
Pour les articles homonymes, voir Enghien.
Engelbert III d'Enghien, chevalier, seigneur d'Enghien après son père Englebert II d'Enghien († 10/12/1193) jusqu'en 1244/45.   

## Biographie
Fils d'Englebert II d'Enghien et d'Elisabeth de Bruxelles-Aa, Englebert III d'Enghien est cité dans les sources de 1189 à 1243.  Il est probablement mort le 8 des calendes de mars 1244 (1245 n.st.) et son fils Siger, associé au pouvoir depuis longtemps, est définitivement qualifié de seigneur d'Enghien à partir de 1246. 
Il fit des dons à l’abbaye de Cambron.

### Guerres de Flandre et du Hainaut
Il soutint Godefroid III, duc de Louvain mais dut finalement se soumettre à  Baudouin IV, comte de Hainaut lors des révoltes des barons. Ces conflits continuèrent avec leurs successeurs Baudouin V de Hainaut et Henri Ier de Brabant.
Après la mort de son père (décembre 1193), il relève son château d'Enghien du duc de Brabant, ce qui va provoquer un nouveau conflit avec le comte de Hainaut.  Baudouin V de Hainaut vient assiéger le château d'Enghien en 1194.  Voyant qu'il ne sera pas secouru par le duc de Brabant, Englebert III est forcé de se rendre et Baudouin V de Hainaut fait raser la forteresse d'Enghien.  
Englebert III d'Enghien se replie alors sur l'ancienne motte du Strihoux à Petit-Enghien ou dans la petite fortification de la Wanake à Bellingen, lieu de séjour qu'il semble apprécier particulièrement.  Il se fera d'ailleurs ensevelir, en compagnie de sa femme Ide d'Avesnes, dans l'église du prieuré de Cantimpré à Bellingen.  A Enghien-même, il se fit construire une demeure de pierre où il séjourne régulièrement en attendant que le nouveau château d'Enghien soit achevé par les soins de son fils aîné, tôt associé à la gestion du pouvoir.  

### Mariage et filiation
Il épousa, avant décembre 1193, Adélaïde/Ide d'Avesnes,(† après 1215), fille de Jacques Ier d'Avesnes et d'Adelaïde de Guise.  Ils eurent comme enfants :
- Siger d'Enghien, seigneur de Zottegem par son mariage, et d'Enghien par succession de son père ;
- Jacques d'Enghien, mort jeune ;
- Hugues d'Enghien, chanoine de Tournai ;
- Adeluye (ou Adeline, ou Adelise) d'Enghien, qui épousa vers 1220 Gauthier V Berthout, avoué de Malines ;
- Isabelle d'Enghien, mariée à Evrard IV Radoul, châtelain de Tournai, seigneur de Mortagne[4].

## Sources & Bibliographie
- Roobaert, B. & Vanhollebeke, J. J. ‘Le Liber Chronotaxis de Godfried van Elshoudt (1137-1197) et les seigneurs d’Enghien’, dans Annales du Cercle Archéologique d’Enghien, t. 37, 2003, pp. 5-23.
- Fondation pour la généalogie médiévale (en anglais) .
- Heraldus .
- Étienne Pattou .